# Enea Silvio Recagno
Enea Silvio Recagno (Cogoleto, 11 gennaio 1900 – Genova, 15 aprile 1936) è stato un militare e aviatore italiano che partecipò alla crociera aerea nel Mediterraneo Orientale, alla crociera aerea transatlantica Italia-Brasile e alla crociera aerea del Decennale, tutte organizzate da Italo Balbo.

## Biografia

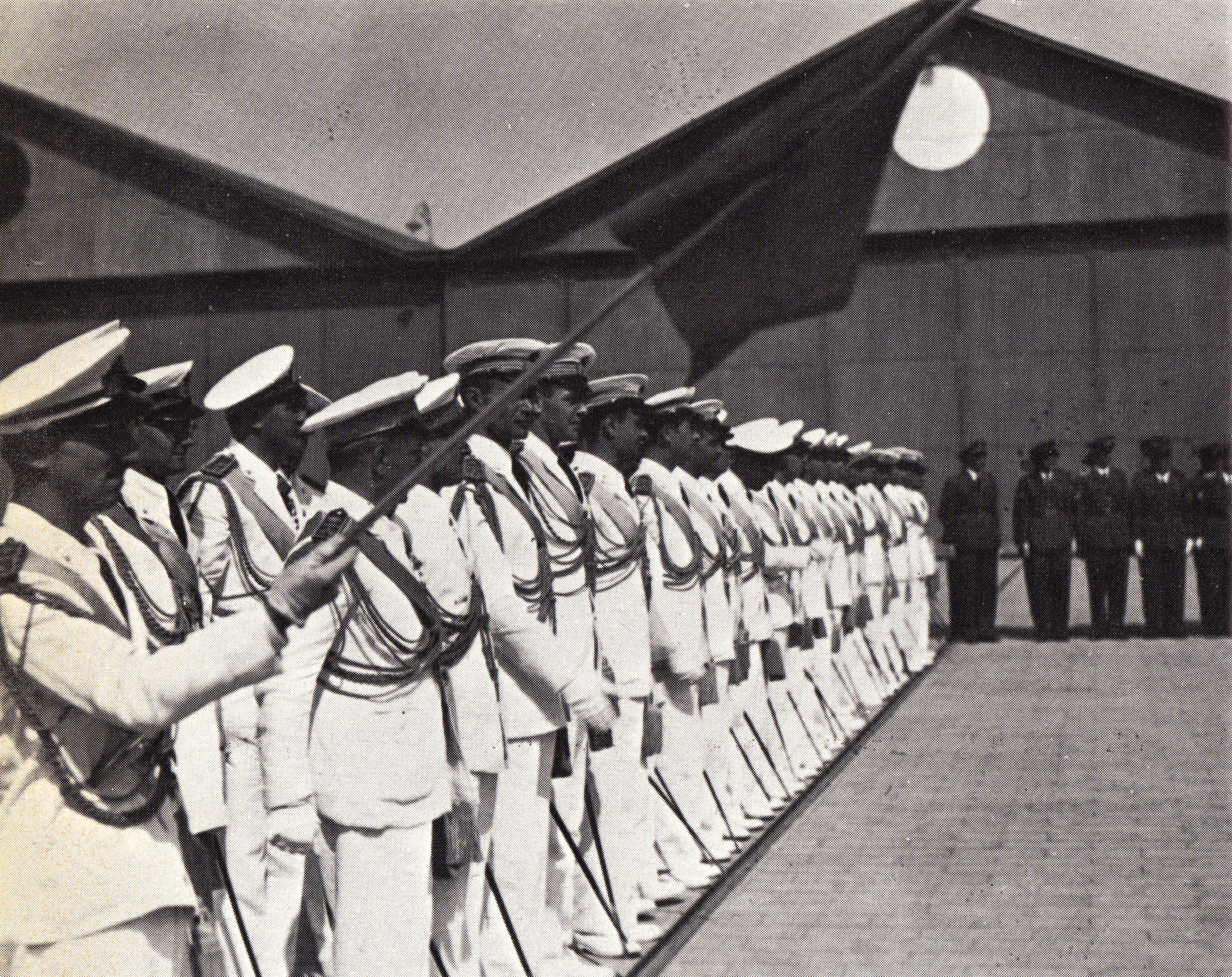
Ufficiali e sottufficiali della Squadra Atlantica ad Orbetello attendono che, alla presenza del re Vittorio Emanuele III, sia dichiarato concluso il loro compito (14 agosto 1933)

Nacque a Cogoleto l'11 gennaio 1900. Diplomatosi capitano di lungo corso nel 1918, prestò servizio nella marina mercantile. Nel 1920 fu chiamato a prestare servizio militare di leva nella Regia marina, iniziando a frequentare la Regia Accademia Navale di Livorno, da cui uscì con il grado di guardiamarina di complemento. Nel 1921 iniziò a frequentare la Scuola di pilotaggio della Regia Marina, conseguendo nel corso dello stesso anno il brevetto di pilota militare. Congedatosi, lavorò nuovamente nella marina mercantile sino al 1925, quando entrò a far parte dell'appena costituita Regia Aeronautica come ufficiale in servizio presso le Squadriglie d'impiego. Fu tra i primi piloti ad effettuare esperimenti di lancio di idrovolanti con l'utilizzo di catapulta ad aria compressa nel 1926 a La Spezia, e successivamente con quella ad esplosivo a Taranto nel 1927. In quell'anno, insieme al tenente Prospero Freri, collaudò un nuovo tipo di paracadute, il "Salvator", esibendosi poi in varie manifestazioni aeree in Italia ed all'estero.
Nel 1928 prese parte alla crociera aerea nel Mediterraneo Occidentale, nel 1929 partecipò alla crociera aerea nel Mediterraneo Orientale, durante la quale toccò Odessa, Costanza e Istanbul. Fece poi parte da Capitano, su richiesta del Ministro dell'Aeronautica S. E. Generale Italo Balbo, della prima squadra atlantica nella crociera aerea transatlantica Italia-Brasile fino a Bolama (Guinea-Bissau) al comando dell'I-RECA, dove il suo apparecchio fu vittima di un grave incidente. Sempre nel 1931 visitò le isole Aleutine e la Kamčatka nell'ambito dei lavori di progettazione di una crociera aerea intorno al mondo che non fu poi effettuata per lo scoppio della guerra cino-giapponese. Nel 1933 prese parte alla crociera aerea del Decennale come comandante della sesta squadriglia "blu cerchiata" dotata degli idrovolanti Savoia-Marchetti S.55X, che arrivò a toccare Chicago e New York.
Promosso capitano nel maggio 1929, divenne maggiore nel settembre 1933 e fu per breve tempo al comando dell'aeronautica della Sardegna e quindi del gruppo di volo imbarcato sulla nave portaidrovolanti Giuseppe Miraglia; in seguito assunse in Libia il comando dell'aeroporto militare di Mellaha (Aeroporto militare di Mitiga) e dei gruppi misti di polizia operanti nel deserto del Sahara.
Morì il 15 aprile 1936 per un guasto al motore dell'aereo da turismo col quale stava decollando da Genova per recarsi all'Avio Raduno Sahariano. Italo Balbo gli dedicò l'aeroporto libico di Castel Benito (Aeroporto di Tripoli), circa 25 km a sud di Tripoli. Una via e la scuola secondaria di primo grado di Cogoleto portano il suo nome.